# Ponte di Chevril
Il ponte di Chevril (pron. fr. AFI: [ʃəvʁil]) era un ponte in legno sul torrente Grand Eyvia, situato presso il villaggio omonimo, nel comune di Aymavilles, lungo la Strada Regionale 47. Crollato il 23 dicembre 2011, era uno dei punti di interesse architettonico della val di Cogne e simbolo del collegamento con il fondovalle.

## Storia
La popolazione di Cogne ha origini dalle valli arpitane piemontesi e in epoche passate le relazioni economiche, commerciali e le vie di comunicazione non erano dirette verso la Valle d'Aosta, ma verso le suddette valli, raggiunte passando per mulattiere e colli di alta montagna, come il colle del Rancio o il colle dell'Arietta.
Il ponte di Chevril è stato progettato dal Corpo reale del Genio civile di Torino nel 1865 insieme alla strada per unire Cogne con Aosta. Il ponte, di cui fino a poco tempo fa era possibile vedere la struttura in legno, dal punto di vista ingegneristico rappresentava un'opera di grande tecnica e un importante reperto storico del Regno d'Italia.
Durante la seconda guerra mondiale, Cogne divenne un presidio partigiano e il ponte era un punto strategico per le parti in conflitto, per questo, come ricorda Giorgio Elter nel suo memoriale, «nella notte dal 6 al 7 luglio la valle di Cogne fu occupata dai partigiani che predisposero subito un forte posto di blocco al ponte di Chevril. Il ponte di Chevril fu subito minato ad opera di una squadra di minatori».
Al momento del crollo, il ponte di Chevril era già da tempo dismesso a favore di un ponte più adatto alle esigenze moderne e costruito immediatamente a valle del precedente. Restano le spalle in pietra e le tracce del piano di imposta dell'arco a sua memoria.
Nei pressi del ponte si trova la stazione di Astragalus alopecurus, sito di interesse comunitario.